# Erica Patzek
Erica Maria Regina Rosalie Patzek, född den 12 juli 1911 i Deutsch-Wilmersdorf, död den 30 juli 2007 i Berlin, var 1934–1943 hustru till Sigvard Bernadotte. 
Erica Patzek var dotter till köpmannen Anton Patzek och Maria Anna, född Lala. Den 8 mars 1934 gifte hon sig med dåvarande hertigen av Uppland, prins Sigvard. Vigseln ägde rum i Caxton Hall i London och vittnen var brudens bror Georg Patzek och en advokat Gordon. Sigvard blev av med alla kungliga privilegier vid giftermålet och Anton Patzek fick hjälpa dem ekonomiskt. Det var för övrigt ungefär vid denna tid Sigvard Bernadotte började med sin silverdesign.
Den enda kungliga släkting som Erica Patzek träffade under äktenskapet var svägerskan sedermera drottning Ingrid av Danmark. År 1939 avled Erica Patzeks far i Sonnenberg i norra Tyskland. Fyra år efter det skilde sig makarna "utan för mycket bråk", som Sigvard Bernadotte skriver i sina memoarer. Äktenskapet var barnlöst.
Patzek avled i Berlin 2007 vid 96 års ålder. På gravstenen står namnet Erica Bernadotte.